# 天主教卡哈馬教區
天主教卡哈马教區（拉丁語：Dioecesis Kahamaensis）是坦桑尼亞一個羅馬天主教教區，屬塔波拉總教區。
教區成立於1983年11月11日，位於希尼安加區西部。2006年有255,370名教友、十七個堂區、卅三名司鐸。教區主教現時出缺。